# Mariner 5
Mariner 5, en interplanetarisk rymdsond byggd av den amerikanska rymdflygsstyrelsen NASA, var den femte i en serie om 12 planerade sonder (sedermera 10 då de två sista sonderna döptes om till Voyager) i Marinerprogrammet.

## Huvuduppdrag
Mariner 5 var till en början backup-sond till Mariner 4, men då detta uppdrag lyckades modifierades Mariner 5 för en förbiflyning av Venus. Sonden sköts upp den 14 juni 1967. Väl framme skulle sonden med sina känsligare instrument avslöja fler detaljer om Venus och dess dolda, heta yta som föregående Venuslandaren Venera 4 delvis hade registrerat.

### Fotnoter
1. ↑  ”NASA Space Science Data Coordinated Archive” (på engelska). NASA. https://nssdc.gsfc.nasa.gov/nmc/spacecraft/display.action?id=1967-060A. Läst 24 mars 2020.